# مجید سمیعی
مجید سمیعی (زاده ۲۹ خرداد ۱۳۱۶) پزشک و جراح مغز و اعصاب ایرانی-آلمانی است. او ریاست بیمارستان خصوصی علوم عصبی هانوفر در آلمان را بر عهده دارد که خود بنیان‌گذار آن بوده است. سمیعی در آلمان اقامت دارد، اما به‌طور مکرر به ایران مسافرت می‌کند.
بسیاری از منابع موثق و همچنین عامیانه مردم از مجید سمیعی هم‌اکنون به عنوان یکی از برترین جراحان مغز و اعصاب جهان یاد می‌کنند.

## سال‌های آغازین زندگی و تحصیلات
مجید سمیعی از خانواده‌ای رشتی (خاندان سمیعی) و در شهر تهران زاده شد. پس از عزیمت خانواده از تهران به رشت و اقامت در محله تلفن‌خانه (بحرالعلوم) وی تحصیلات ابتدایی را در این شهر و دوره متوسطه را در دبیرستان شهید بهشتی (شاهپور) رشت به پایان رسانید. او در ابتدا قصد داشت در دانشگاه استنفورد تحصیل کند، ولی دیداری در سال ۱۹۵۷ از خواهر بزرگش که در آن زمان در ماینتس آلمان تحصیل می‌کرد، برنامه او را تغییر داد و او در عرض یک هفته به عنوان دانشجو در دانشگاه یوهانس گوتنبرگ ماینتس نام‌نویسی کرد. او تحصیل در رشته‌های زیست‌شناسی و پزشکی را در این دانشگاه به پایان رسانید و سپس دورهٔ تخصص جراحی مغز و اعصاب را زیر نظر کورت شورمن شروع کرد و در سال ۱۹۷۰ به اخذ درجهٔ تخصص در این رشته نایل آمد.
وی کار علمی را با سمت استادیاری و معاونت جراحی مغز و اعصاب دانشگاه ماینتس آغاز کرد. پس از چندی سرپرستی بخش جراحی مغز و اعصاب اطفال را به عهده گرفت. در سال ۱۹۷۲ به اخذ درجهٔ استادی جراحی مغز و اعصاب از دانشگاه یوهانس گوتنبرگ نایل گردید. در سال ۱۹۷۱ اولین دوره از دوران آموزشی جراحی میکروسکوپی را آغاز کرد و در سال ۱۹۷۷ نخستین آزمایشگاه تمرین جراحی میکروسکوپی آلمان را با کمک بنیاد فولکس واگن تأسیس نمود.
در سال ۱۹۷۷، ریاست بیمارستان جراحی مغز و اعصاب را در شهر هانوفر به عهده گرفت. در سال ۱۹۸۶، کرسی جراحی مغز و اعصاب در دانشگاه لیدن هلند به وی اعطا شد و در سال ۱۹۸۸ دانشگاه ماینتس تصدی کرسی جراحی مغز و اعصاب را به وی پیشنهاد کرد. در سال ۱۹۸۸ با قبول تصدی کرسی جراحی مغز و اعصاب در دانشگاه هانوفر به کار پرداخت. از سال ۱۹۸۸ تا ۱۹۹۲ ریاست انجمن بین‌المللی قاعدهٔ جمجمه را به عهده داشت و در سال ۱۹۹۲ به ریاست فدراسیون جهانی انجمن‌های قاعدهٔ جمجمه انتخاب شد.

## فعالیت‌ها

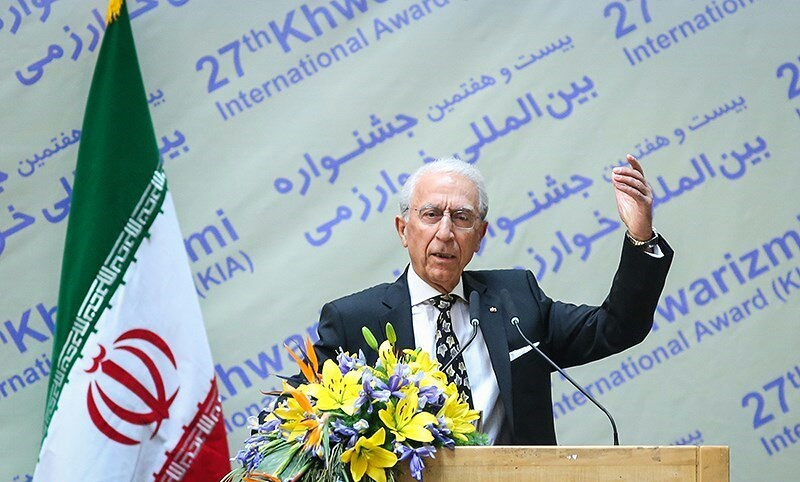
سمیعی در سخنرانی خود در پنجمین سمپوزیوم از فدراسیون جهانی نورولوژی، برج میلاد، تهران

زمانی که سمیعی جراحی بر مغز انسان را شروع کرد متدهای اشعه رونتگن یا ام‌آرآی که برای تشخیص دقیق تومورها در مغز به کار می‌رود، هنوز موجود نبودند. سمیعی یک روش اشعه رونتگن توسعه داد که در آن هوا به حفره‌های بیرونی مغز پمپاژ می‌شد، تا از این طریق بتوان در عکس‌های اشعه رونتگن مغز کنتراست ایجاد کرد. روش‌های مدرن برش نگاری این متد را مدتهاست منسوخ کرده‌اند ولی در آن زمان گام بزرگی رو به جلو بود. روش‌های مدرن روش سمیعی در اوایل دهه ۱۹۷۰ از عوامل اصلی توسعه جراحی قاعده جمجمه بود و همچنان به جراحی در این زمینه پرداخت. همچنین سمیعی از جراحان پیشرو مغز و اعصاب در زمینه جراحی میکروسکوپی داخل جمجمه‌ای است، که سمیعی از سال ۱۹۶۷ موفق شد با استفاده از آنها جراحی بر عصب‌ها و رگ‌ها در مغز را با ظرافت بیشتری انجام دهد. او ظرفیت‌های جراحی میکروسکوپی در جراحی مغز را تشخیص داد و ابتدا وارد زمینه شوانومای زاویه مخچه – پل مغزی شد و در جراحی شوانوما به دستاوردی جهانی دست یافت. او روش‌هایی را تکامل داده که بدشکلی را به حداقل برساند و بر بیمار تمرکز کند تا برداشتن کامل تومور. او بسیار زود بر اهمیت جراحی به کمک عکس متمرکز شد و کارشناسی شناخته شده در زمینه تصویربرداری کاربردی و ساختاری در جراحی قشر مغز است. او به طرز موفقیت‌آمیزی در طول فعالیت خود شخصاً ۲۰۰۰۰ بیمار را عمل کرده است. سمیعی در سال ۱۹۸۸ لاله و لادن بیژنی دوقلوهای به هم چسبیده ایرانی را معاینه کرد و عمل جداسازی آنها را بیش از اندازه خطرناک دانست. رئیس‌جمهورهای متعددی خود را به تیغ جراحی او سپرده‌اند. به نوشته دی ولت تا سال ۲۰۰۴، او ۴۰۰ مقاله و ۱۵ کتاب نوشته بوده است.
سمیعی از ۱۹۹۷ تا ۲۰۰۱ رئیس فدراسیون جهانی جوامع جراحی مغز بوده است و در سال ۲۰۰۱ به پاس خدماتش به عنوان رئیس افتخاری این نهاد برگزیده شده است. دی ولت در سال ۲۰۰۴ سمیعی را در رشته خود «شماره یک» خواند.

### آی‌ان‌آی

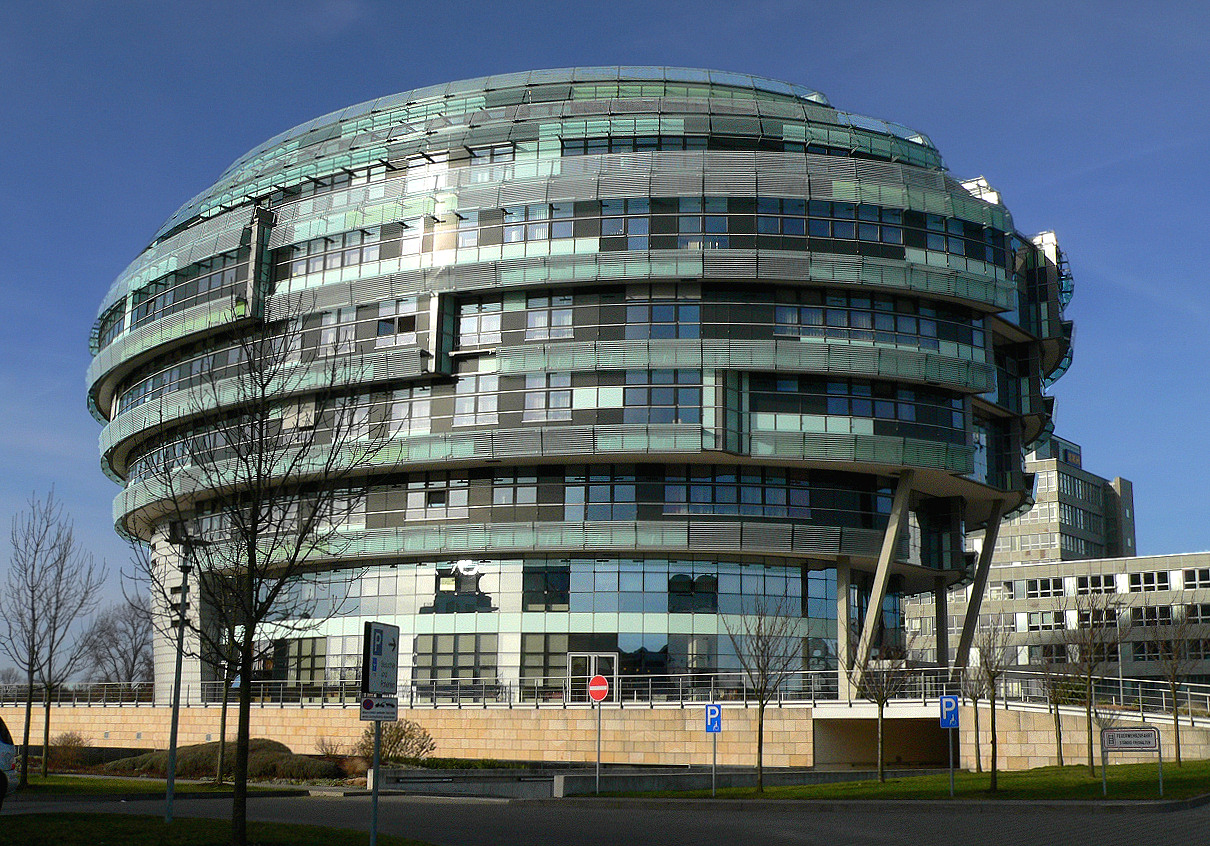
تصویری از INI که در شهر هانوفر آلمان واقع است.

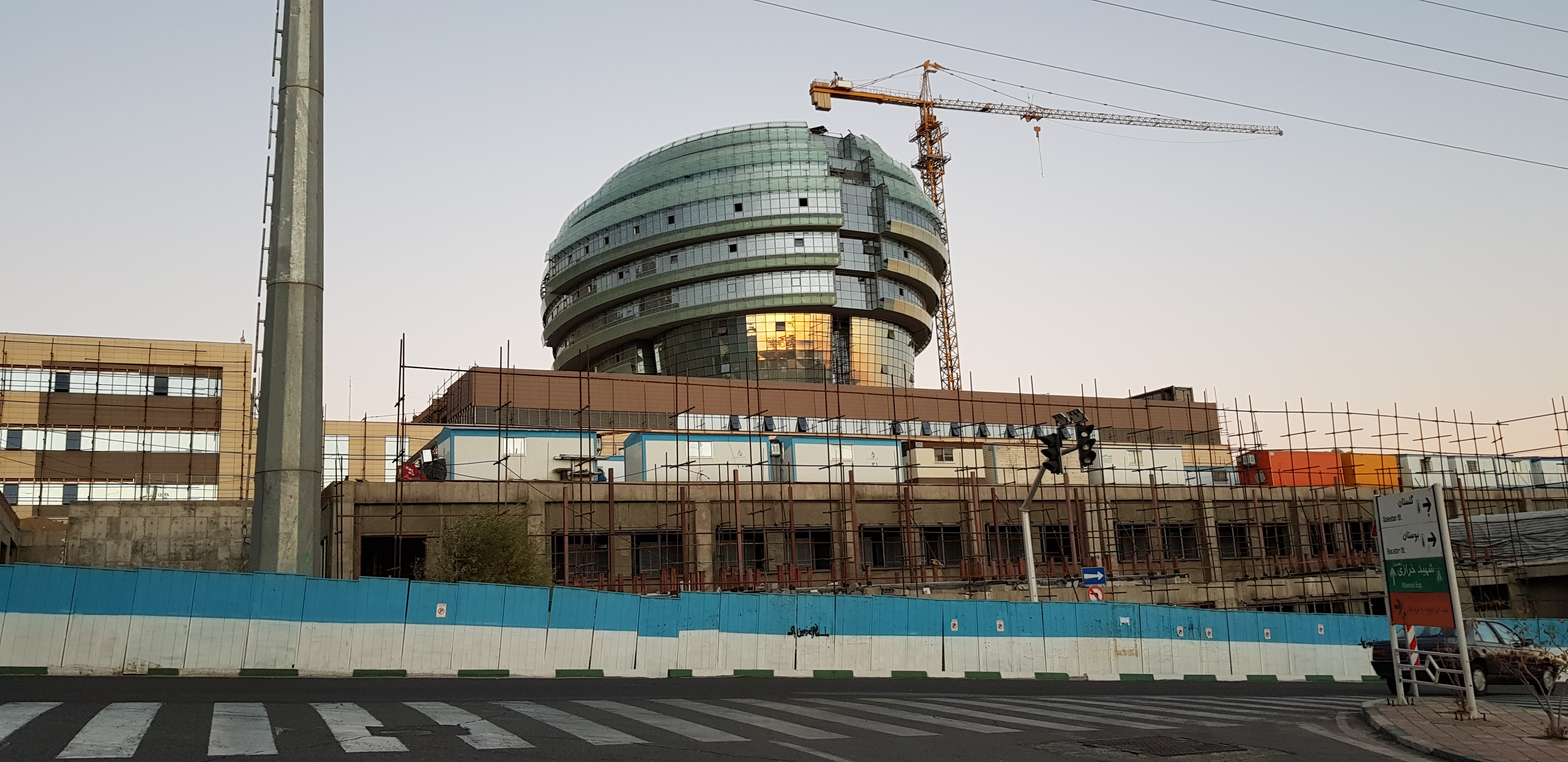
تصویری از آی‌ان‌آی ایران درحال ساخت

سمیعی در دهه ۱۹۹۰ یک مرکز خصوصی بین‌المللی علوم اعصاب (به انگلیسی: International Neuroscience Institute) را که به اختصار INI شناخته می‌شود، تأسیس کرد. بنای این مرکز برگرفته از شکل مغز است. این مرکز در شهر هانوفر آلمان واقع است و ریاست آن را مجید سمیعی و پسرش (امیر سمیعی) بر عهده دارند.
از جمله زمینه‌های مهم پژوهشی و کاربردی در آی‌ان‌آی بیونیک مغزی، ارتباط ایمپلنت‌های فنی و مغز انسان، است. به نوشته دی ولت در سال ۲۰۰۴، ۲۲ بیمار که سابقاً کاملاً کر بودند توانستند از طریق عمل در هانوور شنوایی خود را باز به دست آورند. سمیعی میکروچیپی مستقیماً در ساقه مغزشان کار گذاشت و آن را به سلول‌های عصبی شان متصل کرد. الکترونیک تطبیقی سیگنال‌های آمده از یک میکروفون را به زبان سیگنال الکتریکی مغز تبدیل می‌کند.

### رابطه با سیاست مداران آلمانی
سمیعی با سیاستمداران آلمانی از احزاب گوناگون ارتباط داشته است. او در سال ۱۹۸۸ نشان افتخار شایستگی جمهوری فدرال آلمان (درجه ۱) را از ریشارد فون وایتسکر رئیس‌جمهور وقت آلمان غربی از اتحادیه دموکرات مسیحی آلمان دریافت کرد. سمیعی از دیرباز با گرهارد شرودر، صدراعظم سابق آلمان از حزب سوسیال دموکرات، دوست و پزشک شخصی او بوده است. شرودر پیش از رسیدن به صدراعظمی، وزیر اول ایالت نیدرزاکسن بود که هانورر در آن واقع است، و این ایالت در سال ۱۹۹۸ ساخت کلینیک سمیعی را با هزینه ۸۳٫۲ میلیون مارک تضمین کرد. در زمان صدراعظمی شرودر در سال ۲۰۰۵، به ذاکر آلماتوف وزیر کشور وقت ازبکستان اجازه داده شد با وجود منع ورود به اتحادیه اروپا به خاطر نقش داشتن در سرکوب یک خیزش مردمی در اندیجان، در آی‌ان‌آی درمان شود. وزارت امور خارجه آلمان به او به دلایل بشردوستانه معافیت اعطا کرد و از پزشکان در هانوور خواست نیاز فوری به درمان را تأیید کنند. عفو بین‌الملل به خاطر شکنجه و قتل شکایتی علیه آلماتوف ارائه کرده بود ولی او توانست پس از درمان آلمان را بدون مشکل ترک کند. گفته شد ازبکستان تهدید کرده بود در صورتی که به او اجازه ورود داده نشود پایگاه بوندس‌ور در ازبکستان را تعطیل می‌کند.
در اسفند ۱۳۸۷ شرودر به دعوت سمیعی به ایران سفر کرد. شرودر در این سفر با محمود احمدی‌نژاد رئیس جمهور وقت ایران دیدار کرد. همچنین ساخت «بیمارستان فوق تخصصی جنرال ۴۰۰ تختخوابی پروفسور سمیعی» با حضور شرودر در رشت آغاز شد. بخش جراحی مغز و اعصاب این بیمارستان با مرکز مغز و اعصاب آلمان همکاری خواهد داشت. این مرکز علاوه بر درمانی بودن فعالیت پژوهشی در زمینه مغز و اعصاب دارد. سمیعی بر مراحل ساخت این بیمارستان نظارت می‌کند. وی این بیمارستان را الگویی برای ایران خواند که خدمات بزرگی را در عرصه مغز و اعصاب ارائه خواهد کرد و مهم‌ترین هدف از تأسیس بیمارستان ۴۰۰ تختخوابی فوق تخصص مغز و اعصاب در رشت را علاقه به دیار خود بیان کرد.
به گزارش دی ولت در سال ۲۰۱۵، زیگمار گابریل وزیر سابق امور خارجه و معاون سابق صدراعظم آلمان، بیست سال پیش از آن سمیعی را هنگامی که درگیر سیاست در نیدرزاکسن بود ملاقات کرد. گابریل اولین سیاستمدار بلندپایه اروپایی بود که در سال ۲۰۱۵ پس از انعقاد برجام به ایران سفر کرد، و سمیعی که مدت‌ها بود می‌خواست گابریل را به سفر به ایران متقاعد کند او را در این سفر همراهی کرد. گابریل سمیعی را «فرانتس بکن‌باوئر ایران» خواند که مدارس و بیمارستان‌ها در این کشور به افتخار او نامگذاری شده‌اند. آنها از مؤسسه سمیعی که در پیرامون تهران، که با الگوبرداری از آی ان آی در هانوور که مدتهاست با خطر ورشکستگی رو به رو بوده، در حال ساخت بود بازدید کردند. سمیعی تأکید کرد او «منفعت سیاسی یا کسب و کاری در این سفر ندارد، و فقط می‌خواهد بر منافع عالی آلمان در ایران» تأکید کند. او خود را سفیری برای انتقال دانش می‌داند، و در دیدار با وزیر نفت ایران خواستار این شد که ۲۰ درصد در درآمد نفت صرف آموزش شود. او همچنین گفت گزارش‌ها از ایران در غرب واقعیت مردم ایران را نشان نمی‌دهد.
سمیعی در سال ۲۰۱۶ با اشتفان وایل، وزیر اول نیدرزاکسن، به ایران سفر کرد و یک کلینیک مغز و اعصاب را در تهران که از آی‌ان‌آی الگوبرداری شده افتتاح کرد. در این سفر دانشگاه علوم کاربردی اوستفالیا و دانشگاه علوم پزشکی تهران یک یادداشت همکاری امضا کردند.
سمیعی از دوستان نزدیک دودمان ولف و ارنست آوگوست شاهزاده هانوور است.

### بنیاد فرهنگ و علم گیلان
در دی ماه ۱۳۹۱ مجید سمیعی وعده داد بنیاد فرهنگ و علم گیلان در رشت تشکیل شود این بنیاد با حضور فرهیختگان و دانشمندان گیلانی سراسر جهان در رشت راه اندازی می‌شود. تأسیس بنیاد فرهنگ و علم، امکان تحقیقات علمی و فرهنگی را فراهم می‌کند و برای فعالیت‌های علمی جوانان گیلانی است که با کمک استادان کشور و استان گیلان اداره می‌شود. سمیعی راه‌اندازی این بنیاد کمک و حمایت استاندار، نمایندگان مجلس و نماینده ولی فقیه استان گیلان را لازم و ضروری دانست. این بنیاد تاکنون راه‌اندازی نگردیده است.

### مرکز تحقیقات سرطان‌شناسی رشت
در ۱۱ شهریور ۱۳۹۳ عملیات اجرایی احداث بزرگ‌ترین مرکز تحقیقات سرطان‌شناسی خاورمیانه  با حضور سمیعی در رشت با هدایت وی آغاز شد. این مرکز در سایت دانشگاه علوم پزشکی لاکان رشت در مدت دو سال ساخته خواهد شد. برای ساخت این مرکز در زمینی با مساحت ۴ هکتار و زیربنای ۲۰ هزار متر مربع ۶۵۰ میلیارد ریال هزینه می‌شود. سمیعی با اشاره به کلنگ احداث مرکز بین‌المللی سرطان خاورمیانه در رشت گفت:
مطئمن هستیم این پروژه با سایر پروژه‌ها متفاوت است و این مرکز در دو سال آینده با حضور همه مردم افتتاح می‌شود، مرکزی که اساس آن روی علم و دانش است.

### وبگاه رسمی
سمیعی در ۵ مهر ۱۳۹۵ در یک مصاحبه تلویزیونی با شبکه باران در رشت انتشار سخنان و جملات مختلف منتسب به خود در سایت‌ها و صفحات شبکه‌های اجتماعی را تکذیب کرد. او حضور خود را در اینترنت محدود به یک صفحه تأیید شده در وبسایت یوتیوب با مدیریت نوه ۱۲ ساله خود و همچنین ایمیل رسمی خود را برای ارتباطات پزشکی اعلام کرد.

## حضور در برنامه تلویزیونی
سمیعی در سال ۱۳۹۵ در یک برنامه تلویزیونی به نام دورهمی با اجرای مهران مدیری در صدا و سیمای ایران شرکت کرد. این برنامه در تاریخ ۹ مهر همان سال از شبکه نسیم پخش شد.
او در این برنامه راجع به تأسیس بنیادی به نام علی بن موسی الرضا پیشوای هشتم شیعیان سخن گفت و اذعان کرد با وجود اینکه بعضی از دوستان تصور می‌کردند نام من را بر روی این بنیاد بگذارند باید بگویم وقتی نام چنین انسان بزرگی می‌آید نام کسی مثل من محو می‌شود.
سمیعی همچنین دو بار با بی‌بی‌سی فارسی مصاحبه داشته است که پس از مصاحبه دوم که در مورد سید محمود هاشمی شاهرودی بود، انتقاداتی متوجه او شد.

## جنجال‌ها
مجید سمیعی یا آن طور که در ایران معروف شده، «پروفسور سمیعی» دهه‌هاست که رسماً از ایران مهاجرت کرده اما برای معالجه مقام‌های جمهوری اسلامی ایران به این کشور رفت و آمد داشته است. از اولین تماس‌های او با مقام‌های نظام، زمانی است که علی خامنه‌ای در تیر ۱۳۶۰ هدف سوء قصد قرار گرفت اما دست راست او آسیب جدی دید.
«اکبر هاشمی رفسنجانی» در خاطرات ششم شهریور ۱۳۶۰ خود نوشته است: «جلسه‌ای خصوصی با خامنه‌ای، محمدجواد باهنر [نخست‌وزیر] و محمدعلی رجائی [رئیس‌جمهوری] داشتیم. خامنه‌ای اطلاع دادند که پروفسور سمیعی که از آلمان برای معالجه دست ایشان آمده بود، گفته است، دست ایشان ممکن است به حالت اول برنگردد و حرکت کامل پیدا نکند و همین عمل ناقص هم، دو سه ماه دیگر انجام می‌شود. متأثر شدیم. قرار شد هفته‌ای یک جلسه مشورتی با حضور ایشان داشته باشیم.» اما پروفسور سمیعی در معاینه بعدی خامنه‌ای که پنج ماه بعد از آن بود، نظر دیگری داد: «عصر با خامنه‌ای تلفنی صحبت کردم. خبر دادند که دکتر معالج و پرفسور سمیعی آمده و از پیشرفت وضع دست ایشان راضی است. دست ایشان در جریان سوء قصد چند ماه پیش آسیب دیده و فلج شده، اینک رو به بهبودی است. گویا عمل‌احتیاج ندارد.» به غیر از نظارت بر روند درمانی خامنه‌ای در سال ۱۳۶۰، در زمان ریاست جمهوری هاشمی رفسنجانی او را هم معاینه می‌کرده است. هاشمی رفسنجانی روز ۱۹ اردیبهشت ۱۳۶۹ در خاطرات خود نوشته است: «دکتر سمیعی، جراح مغز و اعصاب آمد که نتیجه خوب بود و گفت چیز مهمی نیست، احتیاج به مراقبت دارد. از خدماتش در آلمان به ایرانی‌ها و حضور مکرر در ایران برای تعلیم گفت.»
مجید سمیعی در این سال‌ها نیز میزبان مقام‌های جمهوری اسلامی، شده است.
سمیعی با اینکه در آلمان اقامت دارد، اما به‌طور مکرر به ایران مسافرت می‌کند و در مراسمی کنار رئیس‌جمهوری و مقام‌های عالی‌رتبه نظام حضور یافته است.

### تشکیک در اعتبار جایزه برترین جراح مغز جهان
پس از اعطای جایزه برترین جراح مغز دنیا به سمیعی، برخی رسانه‌ها در اعتبار این جایزه تشکیک کردند. محمدمهدی قیامت، معاون سازمان نظام پزشکی تهران اعلام کرد: «جایزه اعطا شده به پروفسور سمیعی ارزش علمی ندارد.» او همچنین سمیعی را متهم به استفاده از رسانه‌ها برای کسب شهرت کرد. همچنین ایرج فاضل، رئیس جامعه جراحان ایران و وزیر سابق بهداشت و درمان، نیز این جایزه را فاقد اعتبار دانست و گفت: «سپردن سکان جراحی مغز و اعصاب کشور به پروفسور سمیعی صددرصد اشتباه بود.»
بهروز برومند، معروف به پدر علم نفرولوژی ایران، نیز در این باره گفت: «به عقیده من جوایز علمی را معمولاً باید بر اساس اکتشاف‌های بسیار خاص و منحصر به فرد اعطا می‌کنند، حال آن که نمی‌دانیم پروفسور سمیعی بابت کدام اکتشاف یا اختراع علمی- پزشکی به این عنوان نائل آمدند؟ ضمن این که تا آنجا که می‌دانیم ایشان در آلمان و اروپا چند سالی است که بازنشسته شده‌اند.»
علاوه بر آن، سلیمان عباسی، سخنگوی کمیسیون بهداشت مجلس نیز از سپردن سکان جراحی مغز و اعصاب کشور به سمیعی انتقاد کرد. وی همچنین از رسانه‌ها خواست تا «منطقی عمل کنند و از اشخاص اسطوره‌سازی نکنند». همچنین نام مجید سمیعی و دستیار او در پرونده فساد شهرداری و املاک نجومی به میان آمده است.

### درمان هاشمی شاهرودی
در دی ماه ۱۳۹۶، سید محمود هاشمی شاهرودی رئیس پیشین قوه قضائیه ایران برای معالجه به آلمان رفت و به گفته نزدیکان او در مرکز علوم اعصاب شهر هانوفر بستری شد که با تجمع اعتراضی ایرانیان در آلمان همراه شد. در همین زمان درمان او توسط مجید سمیعی، جراح مغز ایرانی و شایعه حضور او در منزل سمیعی نیز خبرساز شد. شاهرودی گفته بود که در نزد «پزشکان خودمان» مانند سمیعی تحت درمان قرار گرفته و این در حالی بود که سمیعی ریاست بیمارستانی را برعهده داشت که شاهرودی در آن بستری بود. مجید سمیعی با انتشار پستی در اینستاگرام نسبت به انتقادات واکنش نشان داده و شایعه حضور او در منزلش را تکذیب کرد. او در این اطلاعیه ابراز داشت «مداوای بیماران بدون توجه به مذهب و نژاد و پیشینه، وظیفه هر پزشکی است.»

### اتهام درمان حسینعلی نیری
برخی از رسانه‌های آلمان دوشنبه دوم مرداد ۱۴۰۲ خبر از حسینعلی نیری در بیمارستانی در شهر هانوفر دادند. روزنامه «ولت» در گزارشی با تأیید حضور این چهره نزدیک به روح‌الله خمینی در کلینیک خصوصی جراحی مغز و اعصاب «آی‌ان‌آی»، (INI) در هانوفر، که توسط مجید سمیعی اداره می‌شود، نوشت که فعالان حقوق بشر در آلمان خواهان محاکمه این عضو «هیئت مرگ» هستند. ولت به نقل از شاهدان عینی نوشت «دو ماشین با نشان سفارت جمهوری اسلامی» در پارکینگ مخصوص این بیمارستان دیده شده‌اند. خبرگزاری میزان وابسته به قوه قضائیه جمهوری اسلامی می‌گوید این یک «ادعا» و «شایعه» است. وزارت امور خارجه آلمان در پاسخ به مینا احدی، از فعالان سیاسی، از ورود نیری به آلمان ابراز بی اطلاعی کرده گرچه او ممکن است با ویزای شنگن کشور دیگری به آلمان آمده باشد.نشریه هلیدزهایم آلگماینه هم به نقل از سمیعی نوشت او حضور حسینعلی نیری را در این مرکز و معالجه او را رد کرده است. سخنگوی وزارت کشور آلمان نیز اعلام کرد شواهدی مبنی بر حضور نیری در آلمان وجود ندارد.
پروفسور سمیعی، همچنین عهده‌دار عمل جراحی بهنام صفوی خواننده ایرانی بوده است.

## جوایز و افتخارها

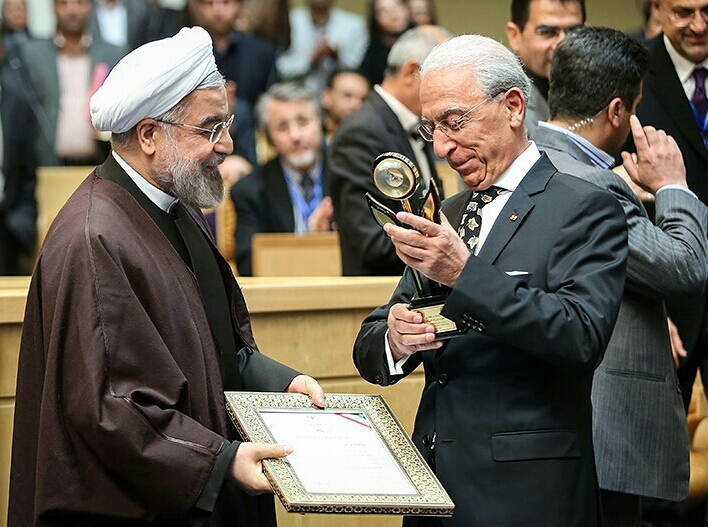
مجید سمیعی (راست) و حسن روحانی هنگام دریافت جایزه جشنواره خوارزمی

مجید سمیعی جوایز و افتخارات متعددی را به خاطر مشارکت‌های خود در جراحی مغز و اعصاب برنده شده است. همچنین فدراسیون جهانی جوامع جراحی مغز در سال ۲۰۱۰ مدال افتخار سمیعی را که هر دو سال یک بار به یک جراح مغز ممتاز اعطا می‌شود، به نام سمیعی ایجاد کرد. شماری از جوایز سمیعی عبارتند از:
- نشان افتخار شایستگی جمهوری فدرال آلمان (درجه ۱) از سوی ریشارد فون وایتسکر رئیس‌جمهور آلمان غربی، سال ۱۳۶۷[۶۹]
- جایزهٔ علمی ایالت نیدرزاکسن آلمان، به پاس فعالیت‌های پر ارزش وی در راه پیشرفت جراحی مغز و اعصاب، ۱۳۶۷[۷۰]
- استادی مدعو مکلفلین-گلی برای جراحی مغز، کالج سلطنتی پزشکان و جراحان کانادا، 2003[۷۱]
- برگزیده چهره‌های ماندگار در علوم پزشکی، ۱۳۸۵[۷۲]
- جایزه دوستی، جمهوری خلق چین، ۲۰۰۷[۷۳]
- دکترای افتخاری و استاد افتخاری از دانشگاه تهران، ۱۰ مهر ۱۳۹۰[۷۴]
- حلقه لایبنیتز هانوفر (به آلمانی: Leibniz-Ring-Hannover) برای طرح آفریقا صد از سوی کلوب خبرنگاران هانوفر، ۲۰۱۳: سمیعی در طرح آفریقا صد می‌خواهد ۱۰۰ جراح جوان آفریقایی را به آلمان آورده و آن‌ها را آموزش دهد تا پس از بازگشت پزشکان دیگری را برای قاره آفریقا پرورش دهند. سمیعی در این آیین اهدای جایزه گفت: «این جایزه نه به من، بلکه به قاره‌ای با نزدیک به یک میلیارد جمعیت اهدا شد.» او گفت: این جایزه برایش ارزش ویژه‌ای دارد، چون برای کمک به قاره‌ای است که به نسبت جمعیت‌اش به شدت از امکانات پزشکی محروم است. به گفتهٔ سمیعی میزان مرگ و میر در آفریقا بر اثر صدمات مغزی سه برابر بیماری ایدز است.[۷۵]
- جایزه برترین جراح مغز سال از سوی فدراسیون جهانی جوامع جراحی مغز، ۲۰۱۳.[۷۶] رئیس این فدراسیون در مقاله‌ای در بخش ویژه معرفی جراح مغز سال در ژورنال ورلد نوروسرجری نوشت: «هیچ‌کس در جراحی مغز امروز با مهارت و قوه سنجش، ممتازی در تدریس، دستاوردهای مدیریتی و درک جهانی مجید سمیعی برابری نمی‌کند. او به‌طور کامل شایسته عنوان جراح مغز سال ۲۰۱۳ جهان است.»[۷۷]
- جایزه برترین دانشمند و جراح مغز و اعصاب سال به انتخاب آکادمی بین‌المللی جراحان مغز و اعصاب، ۲۰۱۴.[۷۶]
- رتبه نخست پژوهش بنیادی و برگزیده ویژه برای پیشبرد مرزهای دانش در جراحی مغز و اعصاب در جهان و تلاش برای ارتقای این دانش، جشنواره خوارزمی، ۲۰۱۴[۷۸]
- نخستین کلید طلایی رشت از سوی شهرداری رشت، شهریور۱۳۹۶[۷۹][۸۰][۸۱]
- مدال طلای نیکولای پیروگوف، آکادمی علوم روسیه، ۲۰۱۸[۸۲]